# Lucidarium
Lucidarium ist ein Jazzalbum von Steve Coleman and Five Elements. Die am 27. bis 30. Mai 2003 im Studio Systems Two in New York City entstandenen Aufnahmen erschienen 2004 auf Label Bleu.

## Hintergrund
Nach einer Reihe von Produktionen mit seinen Bandprojekten Steve Coleman and Five Elements, The Mystic Rhythm Society und The Council of Balance in den 1990er-Jahren für das BMG-Label nahm der Altsaxophonist Steve Coleman ab 2001 zwei Alben für das französische Label Bleu auf, Resistance is Futile und On the Rising of the 64 Paths. 2003 entstand dann in New York Lucidarium; Steve Coleman nahm das Album mit einem großen Ensemble in verschiedenen Konstellationen auf, mit der er konzeptionelle Kompositionen darbot, ergänzt durch Stimmen und einen Rapper. Steve Coleman (Altsaxophon) nahm das Album mit Ravi Coltrane (Tenorsaxophon), Jonathan Finlayson und Ralph Alessi (Trompete), Dana Leong  (Posaune, Cello), Mat Maneri (Bratsche), Craig Taborn (Piano, Keyboards), Anthony Tidd (E-Bass), Drew Gress (Kontrabass), Dafnis Prieto (Schlagzeug) und Ramon Garcia Perez (Perkussion), des Weiteren als Gastmusiker Jen Shyu, Kyoko Kitamura, Judith Berkson, Theo Bleckmann und Lorin Benedict (Gesang), Kokayi (Gesangs-MC), Grégoire Maret (Mundharmonika) und Yosvany Terry (Shékere).

## Titelliste
- Steve Coleman Steve and Five Elements: Lucidarium (Label Bleu LBLC6673)[2]

1. Ten Steppin' (Door to the Sixty) 7:57
2. Lucidarium (Beyond Doors) 7:11
3. Plagal Transitions 6:26
4. Meditations On Cardinal 137 9:29
5. Kabbalah (Bunky Green) 10:42
6. Beyond All We Know 12:40
7. Diasporatic Transitions I 1:42
8. Diasporatic Transitions II 1:41
9. Egypt to Crypts in Hieroglyphs 8:00
10. Perspicuity (Doug Hammond) 6:45

Wenn nicht anders vermerkt, stammen die Kompositionen von Steve Coleman.

## Rezeption

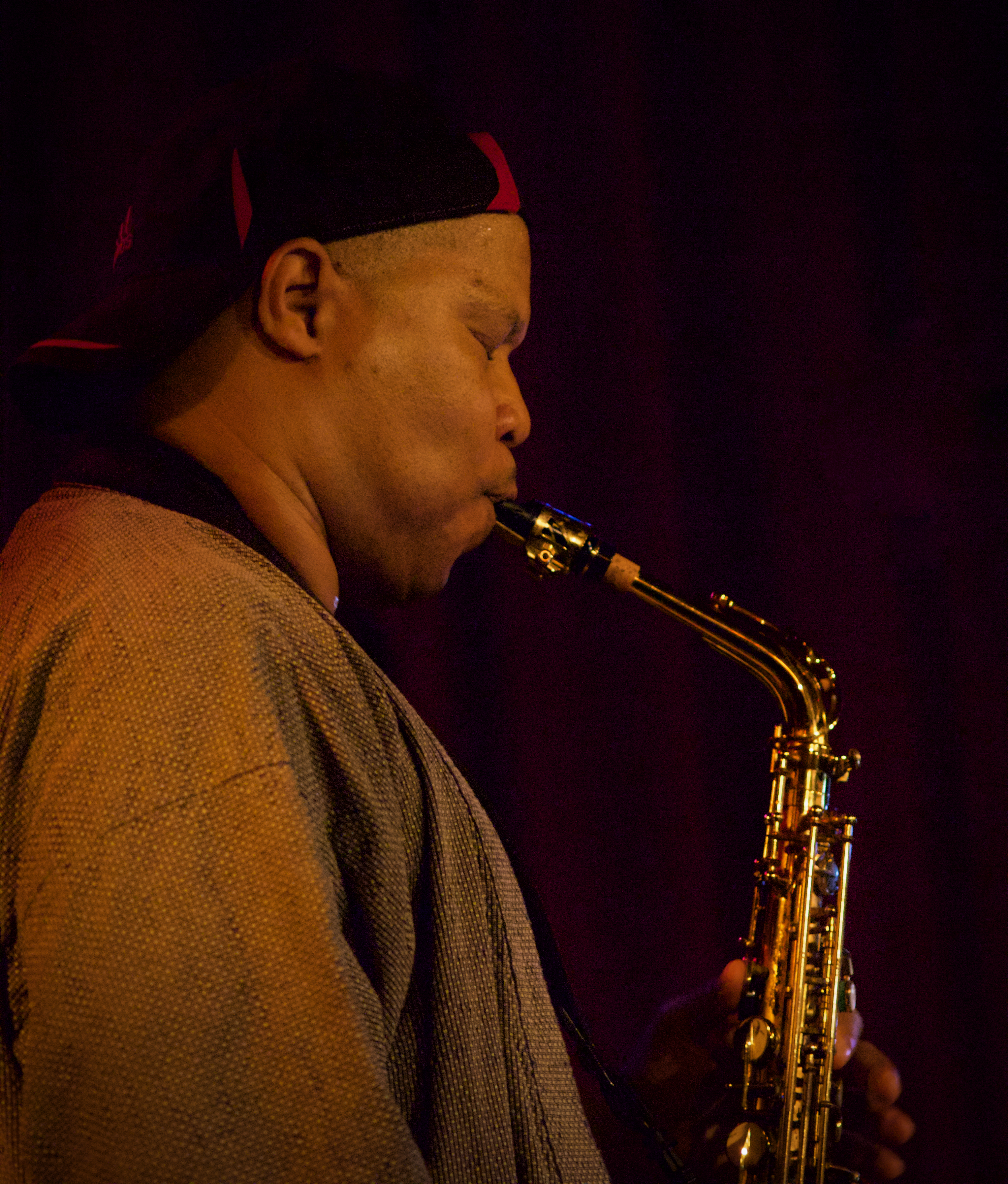
Steve Coleman (2010)

Nach Ansicht von Rex Butters, der das Album in All About Jazz rezensierte, verzichte Coleman neben Gruppenimprovisationen  stellenweise auch auf die Tonhöhe und arbeite weiterhin innerhalb charakteristischer Strukturen und Rhythmen. Indem er eine herausragende Gruppe von Musikern zusammenbringe und gleichzeitig sich selbst und alle anderen über die imaginären Grenzen hinaus treibe, würde er ein einzigartig inspiriertes Musikprogramm voller Bedeutungen und Melodien entstehen. Der Coleman-Veteran Kokayi rappe geschickt durch „das rhythmische Minenfeld, das der Saxophonist sein Zuhause nennt.“ Mit dem Label Bleu habe Coleman den entscheidenden Platz gefunden, um seine rastlose kreative Suche zu dokumentieren. Lucidarium plädiere weiterhin für Colemans Aufnahme in einen elitären Kreis von Jazztheoretikern und -interpreten, deren unerschütterliche Vision die Musik und die Zuhörer für immer verändern werde.
Coleman würde auf seinen Alben ernsthaft über zeitgenössische Musik nachdenken und diese Verantwortung nicht auf die leichte Schulter nehmen, schrieb John Fordham im Guardian. Aber hinter der feierlichen Ernsthaftigkeit eines Hörsaals und zwischen der manchmal mathematischen Untersuchung von Rhythmus und Ensemble-Patterns, die er bevorzuge, könne ein fetziger und auch gefühlvoller Improvisator und ein überraschend flinker und freigeistiger Nu-Bop-Enthusiast stecken.